# Jeunesse sportive de Kabylie (handball)
Pour le club omnisports, voir Jeunesse sportive de Kabylie.
Pour les articles homonymes, voir JSK.
Maillots
La Jeunesse sportive de Kabylie de handball est un club algérien de handball, ex-section du club omnisports de la JS Kabylie basé dans la ville de Tizi Ouzou en Kabylie (Algérie).
Il partage la salle omnisports du 1er novembre 1954 avec la section basket-ball.

## Histoire
La JS Kabylie, connu pour son équipe de football est d'abord un club omnisports où s'entrainent plus de deux cent athlètes, qui utilisent ses locaux. L'équipe de football de la JSK est la vitrine de ce club, car elle est la plus titrée en Algérie, et l'une des plus renommées en Afrique.
Section du JSK, l'équipe de handball, en dépit de difficultés financières et sportives a réussi à accéder à la première division depuis la saison 2001.
Ce championnat est dominé depuis des années par les clubs algérois avec à leur tête la section handball du club omnisports du MC Alger, devenu "GSP" (Groupe Sportif Pétrolier).
Comme son homologue en football, la JSK en section handball possède également des catégories de jeunes qui s'illustrent notamment les catégories cadettes et minimes.
Depuis novembre 2009, le président de la JSK Mohand Cherif Hannachi, a décrété que le manque d'argent du club et que l'indifférence de l'APC de Tizi Ouzou, ne permettait plus d'assurer la prise en charge des sections handball, basket-ball et athlétisme de la JSK. Depuis la section handball du JSK est prise en charge par l'APC de Tizi-Ouzou tout en appartenant encore au club omnisports de la JSK et gardant son nom.

## Compétitions disputées
La JS Kabylie comme tous les clubs de première division peut espérer jouer à des compétitions internationales, si elle parvient à se qualifier.
Mais habituellement, une équipe de D1 algérienne peut jouer deux compétitions nationales :

### Championnat d'Algérie de handball
La JS Kabylie a réussi à accéder en première division lors de la saison 2000-2001. Depuis cette période, cette jeune équipe effectue son apprentissage dans la division excellence du Handball algérien.
On emploie ce terme excellence, pour nommer la première division du handball algérien. Mais le plus souvent, on nomme cette compétition, championnat d'Algérie de handball masculin senior.
Ce championnat est sans aucun doute l'un des plus relevés d'Afrique, car l'Algérie est le pays qui conserve en ses rangs, le club le plus titré d'Afrique, en handball, et l'un des meilleurs au monde, le MC Alger (handball), devenu GSP (Groupe Sportif Pétrolier).
Après des débuts timides dans cette compétition où la JSK durant la seconde phase du championnat était le plus souvent amenée à jouer le «play ground» pour ne pas descendre ; ces trois dernières années ont vu les canaris s'essayer au série éliminatoire de cette compétition.

### Coupe d'Algérie de handball
La Coupe d'Algérie de handball est l'autre compétition majeure du handball algérien. Elle n'est pas seulement disputée par les clubs de D1 mais par toutes les divisions. Comme le championnat, elle est dominée par la section handball du MC Alger.
La JS Kabylie y participe donc, sans passer par les tours fédérales et autres comme son homologue en football.

## Voir
JS Kabylie